# Щиленка
Щиленка (рос. Щиленка) — присілок в Дновському районі Псковської області Російської Федерації.
Населення становить 30 осіб. Входить до складу муніципального утворення Іскровська волость.

## Історія
Від 2015 року входить до складу муніципального утворення Іскровська волость.

## Населення
| 2001 | 2002 | 2010 |
| ---- | ---- | ---- |
| 22   | ↘16  | ↗30  |